# Třída Jangjang
Třída Jangjang je třída minolovek námořnictva Korejské republiky. Celkem bylo objednáno šest jednotek této třídy. Stavěny jsou ve dvou sériích. Třída je námořnictvem provozována od roku 1999.

## Stavba
Plavidla představují zvětšenou verzi předcházející třídy Kanggjeong. Původně byla plánována stavba až osmi jednotek. V roce 2006 ale došlo ke škrtům, neboť byla dána přednost minolovným vrtulníkům. Jihokorejská loděnice Kangnam Corporation. tak v letech 1999–2004 dodala tři minolovky této třídy. V listopadu 2020 loděnice získala kontrakt na stavbu druhé tříkusové série třídy Jangjang.
Jednotky třídy Jangjang:
| Jméno              | Verze    | Zahájení stavby | Spuštěna          | Vstup do služby    | Status    |
| ------------------ | -------- | --------------- | ----------------- | ------------------ | --------- |
| Jangjang (MSH-571) | Batch I  |                 | 25. února 1999    | 31. prosince 1999  | aktivní   |
| Ongdžin (MSH-572)  | Batch I  |                 | 28. prosince 2002 | 28. října 2003     | aktivní   |
| Hänam (MSH-573)    | Batch I  |                 | 18. února 2004    | 12. listopadu 2004 | aktivní   |
| Namhä (MSH-575)    | Batch II | květen 2011     | 7. dubna 2020     | 23. listopadu 2021 | aktivní   |
| Hongsong (MSH-576) | Batch II | říjen 2013      | 11. září 2020     | 20. října 2022     | aktivní   |
| Kosong (MSH-577)   | Batch II |                 | 4. března 2021    |                    | ve stavbě |

## Konstrukce

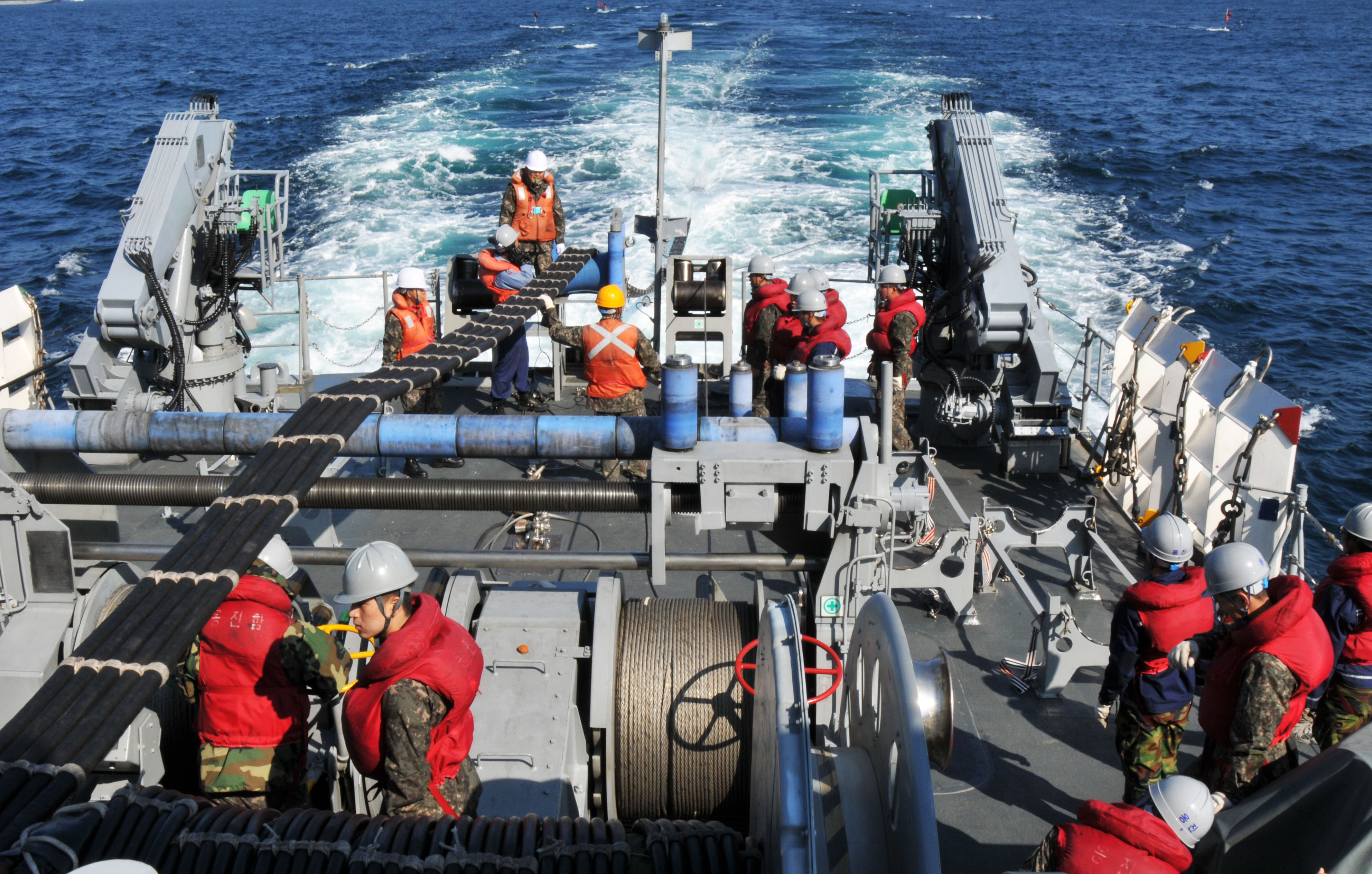
Záď minolovky

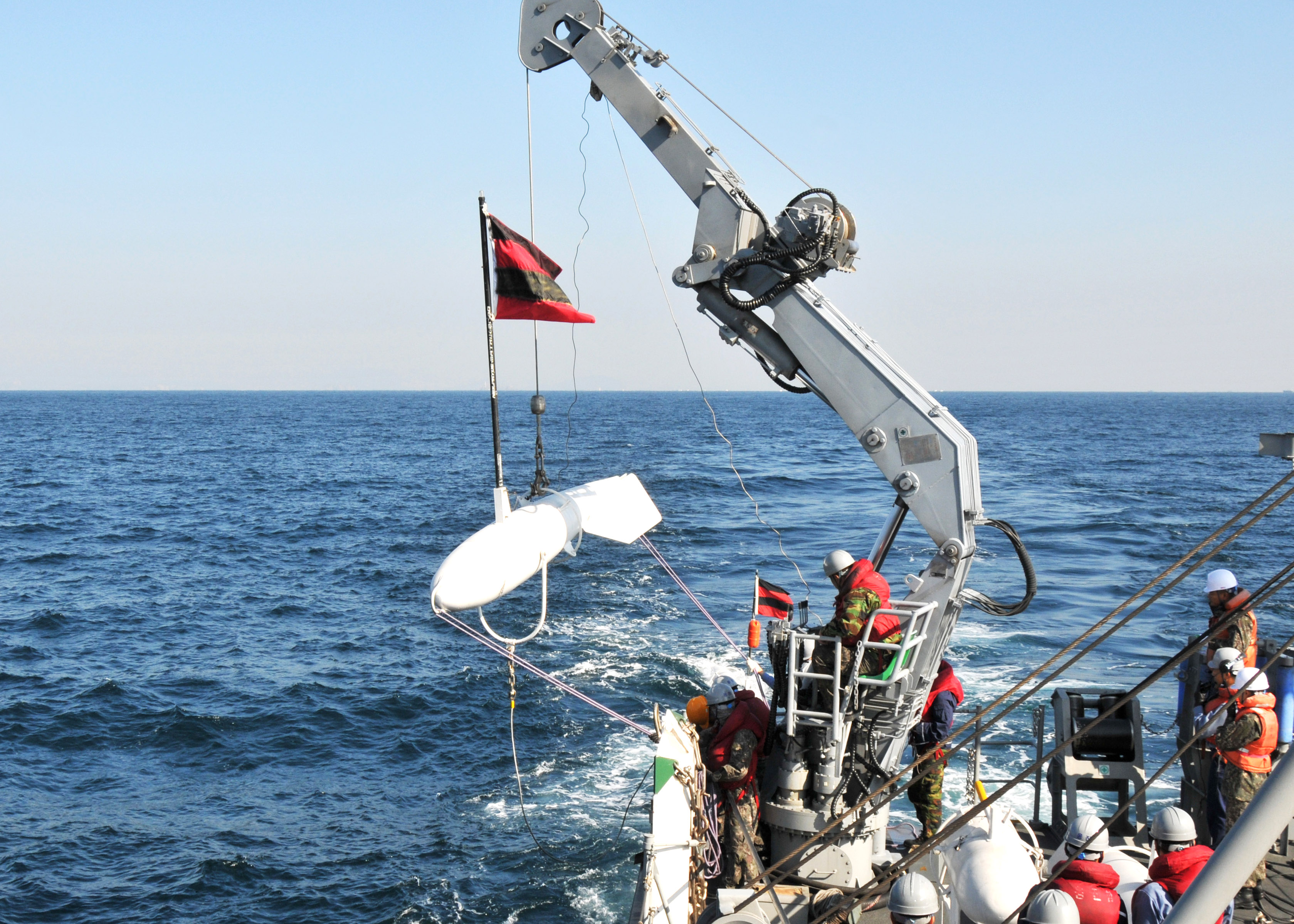
Záď minolovky

Plavidla mají trup ze sklolaminátu (GRP). Jsou vybavena integrovaným navigačním systémem Kongsberg Simrad, navigačním radarem Raytheon, bojovým řídícím systémem Thomson Marconi TSM 2061 Mk.3 a sonarem s měnitelnou hloubkou ponoru Thomson Marconi 2093. K vyhledávání a likvidaci min slouží dva dálkově ovládané podmořské prostředky Idrobotica Pluto Gigas, popř. minolovné traly. Jsou vyzbrojena jedním 20mm kanónem Sea Vulcan ve věžičce na přídi a dvěma 7,62mm kulomety. Pohonný systém tvoří dva diesely MTU o výkonu 4000 hp a dva cykloidní pohony Voith-Schneider. Nejvyšší rychlost dosahuje 15 uzlů. Dosah je 3000 námořních mil při rychlosti 12 uzlů.